# Cuvilly
Cuvilly ist eine französische Gemeinde mit 621 Einwohnern (Stand 1. Januar 2022) im Département Oise in der Region Hauts-de-France (vor 2016 Picardie). Sie gehört zum Arrondissement Compiègne und zum Kanton Estrées-Saint-Denis (bis 2015 Ressons-sur-Matz). Die Einwohner werden Cuvillois genannt.

## Geographie
Cuvilly liegt etwa neunzig Kilometer nordnordöstlich von Paris. Umgeben wird Cuvilly von den Nachbargemeinden Mortemer im Norden und Nordwesten, Orvillers-Sorel im Norden, La Neuville-sur-Ressons im Osten, Ressons-sur-Matz im Osten und Südosten, Gournay-sur-Aronde im Süden sowie Lataule im Westen und Südwesten.

## Bevölkerungsentwicklung
| Jahr                      | 1962 | 1968 | 1975 | 1982 | 1990 | 1999 | 2006 | 2013 |
| Einwohner                 | 393  | 388  | 391  | 442  | 462  | 520  | 593  | 616  |
| Quelle: Cassini und INSEE |      |      |      |      |      |      |      |      |

## Sehenswürdigkeiten
- Kirche Saint-Éloi (siehe auch: Liste der Monuments historiques in Cuvilly)

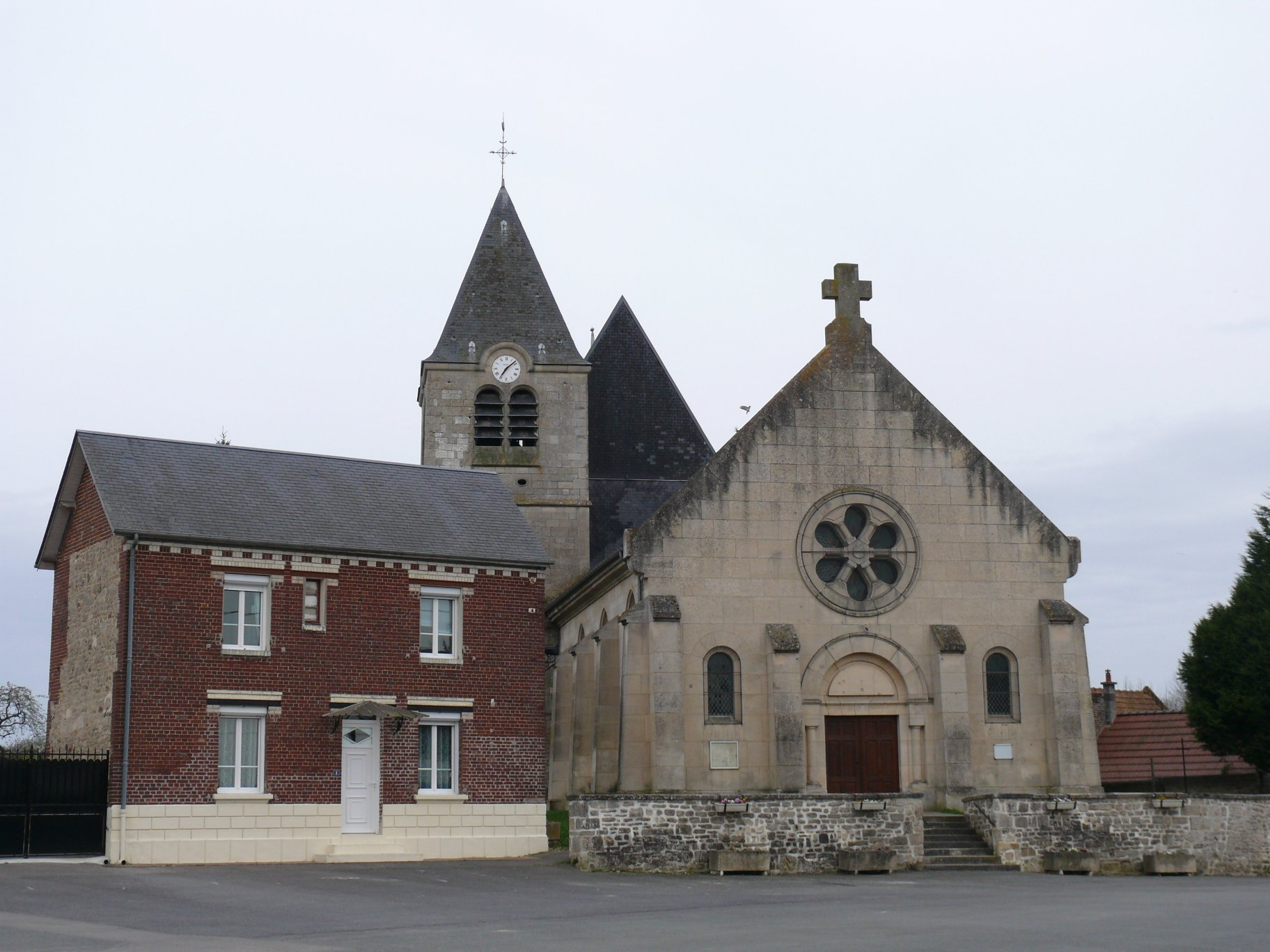
Kirche Saint-Éloi

- Schloss Cuvilly

## Persönlichkeiten
- Julie Billiart (1751–1816), Gründerin des Ordens der Schwestern Unserer Lieben Frau von Namur